# Muzimes dvoraki
Muzimes dvoraki is een keversoort uit de familie van oliekevers (Meloidae). De wetenschappelijke naam van de soort is voor het eerst geldig gepubliceerd in 1995 door Kabatek.